# Communication éditoriale
La communication éditoriale est une des catégories de la communication des organisations  (entreprise privée, institution publique, association, organe de presse), aux côtés de la communication externe, la communication interne, la communication événementielle, les relations publiques, les relations avec la presse, la communication financière, la communication par l'objet etc.
Qu'il s'agisse de publications imprimées ou en ligne, la communication éditoriale se caractérise par le recours à des contenus écrits structurés (titres, chapeaux, intertitres, articles, légendes).
Dans le cas de supports audiovisuels et multimédias destinés à être écoutés et non lus, la communication éditoriale suppose toujours une structuration et une hiérarchisation de la parole, que ce soit par montage, arborescence ou recours à l'écrit-parlé (texte écrit pour être dit).  
La communication éditoriale est en rapide mutation sous l'effet de la convergence numérique.